# Roumégoux (Tarn)
Roumégoux foi uma antiga comuna francesa na região administrativa de Occitânia, no departamento de Tarn. Estendia-se por uma área de 13,43 km². Em 2010 a comuna tinha 1 741 habitantes (densidade: 129,6 hab./km²).
Em 1 de janeiro de 2019, passou a fazer parte da nova comuna de Terre-de-Bancalié.